# FIFA ’99
FIFA ’99 – komputerowa gra sportowa o tematyce piłki nożnej, wyprodukowana przez EA Sports i wydana w 1998 roku przez Electronic Arts. Jest to część serii gier komputerowych FIFA. W stosunku do poprzednich części serii poprawiona została oprawa graficzna (oświetlenie, różny wzrost zawodników oraz nowe kostiumy), kontrola piłki (szczególnie posyłanej z góry) i szybkość reakcji piłkarzy na polecenia. Dodano nowe możliwości strzałów z górnych piłek. W grze można zagrać w jednej z 12 lig krajowych, wszystkich trzech europejskich pucharach, fikcyjnej Super lidze oraz lidze bądź turnieju stworzonym przez siebie. Spośród około 250 drużyn występują dwie polskie: ŁKS Łódź i Amica Wronki.